# Oxepan
Oxepan ist eine chemische Verbindung aus der Gruppe der gesättigten Heterocyclen. Es handelt sich um den einfachsten siebengliedrigen sauerstoffhaltigen Heteroaliphaten.

## Darstellung
Die Darstellung von Oxepan gelingt aus der Cyclisierung von 1,6-Hexandiol in DMSO bei 190 °C, jedoch nur in schlechter Ausbeute. Eine weitere Möglichkeit, die jedoch eine vergleichbar schlechte Ausbeute liefert, ist die Cyclisierung von 1,6-Dichlorhexan mit Kaliumhydroxid.

## Reaktionen
Oxepane können durch Ringöffnung zur Darstellung von α,ω-funktionalisierten Derivaten des Hexans genutzt werden. Zur Ringöffnung können Lewis- oder Brønsted-Säuren herangezogen werden. So liefert die Umsetzung von Oxepan mit Phenyldichlorphosphat und Natriumiodid 1,6-Diiodhexan.
Aus der Reaktion mit Bortribromid mit anschließender Oxidation durch PCC ist 6-Bromhexanal zugänglich.